# 굴원
굴원(屈原, 기원전 340년~기원전 278년)은 중국 전국 시대 초나라의 시인·정치인이다. 성은 미(羋), 씨는 굴(屈), 이름은 평(平)이며, "원"은 이름이 아닌 자이다. 초나라의 왕족으로 태어나 초 회왕 때에 좌도(左徒: 보좌관)에 임명되었다. 학식이 높고 정치적 식견도 뛰어난 정치인이었으며, 회왕의 상담역으로 국사를 도모하고, 외교적 수완이 뛰어났으나, 다른 이의 모함을 받아 신임을 잃고 끝내 자살하였다. 그는 이러한 아픔을 시 《이소》(離騷)에 담아 내었다. 이소란 '우수에 부딪힌다'는 뜻이다.

## 추방
진나라의 소왕은 초 회왕의 방문을 요청하였다. 굴원은 반대하였으나, 회왕은 막내 아들 자란의 권유에 따라 진나라에 갔다가 억류당한 채 병사하였다. 큰아들 경이 경양왕으로 왕위에 올랐고, 회왕의 막내 아들은 영윤으로 임명되었다. 굴원은 자신의 뜻이 반영되지 않고 나라가 어려운 상황에 이르게 되자 낙담하였다. 마침내 양왕은 자란과 상관대부의 중상모략으로 인해 굴원을 강남으로 추방하였다.
다음은 회왕을 그리워하는 마음을 표현한 이소의 한 부분이다.
| “ | 일월은 홀연하여 멈추지 않고 봄과 가을은 어김 없이 바뀐다 초목이 영락하는 것을 생각하고 미인이 늙어감을 두려워 한다 | ” |

## 투신
굴원은 멱라강(汨羅江)에 돌덩이를 품에 안고 몸을 던져 죽었다. 굴원의 시 회사부를 통해 굴원이 투신한 때의 마음을 알 수 있다. 초나라는 이후 나날이 영토를 진나라에 빼앗기다가 50여년 뒤 결국 진나라에 멸망당했다.
- 멱라(汨羅)는 후난성 상수(湘水)의 지류로 동정호로 흘러들어간다.

## 작품
그의 작품은 대개 울분의 정이 넘쳐 고대 문학 중 드문 서정성을 띠고 있다. 대부분의 시는 <초사>에 실려 있는데 <이소>라는 시가 특히 유명하다. 그 밖에 <천문> <구장> 등이 남아 있다.
- 《어부사》(漁父辭)
- 《이소》(離騷)

## 남긴 것들
- 한나라 시절 가생이 장사왕의 태부가 되어 상수(湘水 - 동정호의 수원)를 지날 때, 시를 지어 물속에 던져 굴원의 넋을 달랬다.
- 단오절이 굴원을 기념하기 위하여 시작되었다고 전한다.
- 중국 음식 쭝쯔도 굴원을 기리기 위해 만들어진 음식이다.

## 같이 보기
- 초사